# Баянгол (Закаменський район)
Баянгол (рос. Баянгол) — село (з 1949 по 2003 — селище міського типу) Закаменського району, Бурятії Росії. Входить до складу Сільського поселення Баянгольське.
Населення — 1197 осіб (2015 рік).